# The Last Valley
The Last Valley (bra: O Último Refúgio) é um filme britano-estadunidense de 1971, dos gêneros drama histórico, guerra e aventura, escrito e dirigido por James Clavell com base no romance homônimo de J. B. Pick.

## Enredo
Um soldado mercenário (Michael Caine) e um professor (Omar Sharif), ambos fugindo da guerra religiosa no sul da Alemanha, acidentalmente encontram um vale intocado pela guerra, onde decidem viver em paz.

## Elenco
- Michael Caine ... The Captain
- Omar Sharif ... Vogel
- Florinda Bolkan ... Erica
- Nigel Davenport ... Gruber
- Per Oscarsson ... padre Sebastian
- Arthur O'Connell ... Hoffman
- Madeleine Hinde ... Inge
- Yorgo Voyagis ... Pirelli
- Miguel Alejandro ... Julio
- Christian Roberts... Andreas
- Brian Blessed ... Korski
- Ian Hogg ... Graf
- Michael Gothard ... Hansen
- George Innes ... Vornez